# 소리바다
소리바다는 대한민국의 음악 관련 주식회사이자, 2000년에 개발한 P2P 형식의 MP3 음악 공유 프로그램을 일컫는다.

## 서비스
- 소리바다 (2000년 ~)
- 파일바다 (2004년 ~)
- 오르골 (2005년 ~)

## 소리바다 프로그램의 역사
2000년 5월에 소리바다 서비스를 시작하였다. 당시 소리바다는 자체에서 개발한 MP3 플레이어 '파도'를 같이 서비스한다. 소리바다는 부수 프로그램인 파도를 연동하여, 대중에게 MP3 파일을 손쉽게 이용할 수 있도록 했다. 사용자는 소리바다 서버에 접속하여 실시간으로 MP3 파일을 검색하거나, 자신이 보유한 MP3 파일을 소리바다를 통해 불특정 다수한테 쉽게 공유가 가능했다. 불법으로 음원을 이용하는 사람이 늘어나자 음원 협회는 소리바다에 저작권 침해로 책임을 물었고, 2002년 7월 31일 법정 공방 끝에 소리바다가 폐쇄되었다. 그러나 개발자는 소리바다2를 2002년 8월에 내놓는다. 소리바다2를 둘러싼 법정 공방이 지속된 가운데 2004년 소리바다3이 나온다. 이 버전에서는 MP 포인트란 개념을 도입해 하루에 내려받을 수 있는 MP3 파일 수를 제한했다. 2005년에 소리바다 서비스를 다시 중단하지만, 2006년에 소리바다5를 다시 출시한다. 그해 7월에 소리바다는 완전 유료화로 전환한다. 2009년 소리바다6을 서비스하고 있다.

## 소리바다6와 소리바다웹
소리바다6에 가장 큰 특징은 이전 버전과 달리 음원을 무료로 다운받을 수 있는 방법을 없애 저작권 침해의 소지를 완전히 없앴다는 점이다. (이로 인하여 P2P 음악업체로는 최초로 클린사이트로 선정되었다.) 소리바다웹은 여타 음원판매 사이트처럼 스트리밍(스트리밍 이용권 미결제 회원은 1분만 청취할 수 있다)과 유료다운로드를 제공하고 소리바다6는 P2P 형식으로 음원을 받아 암호화하여 재생하고(이 경우에도 1분 무료듣기 등 소리바다웹 스트리밍 정책과 동일하다) 유료로 결제하여야만 해당 파일의 복호화할 수 있도록 하고 있다. 트래픽을 부담해 주는 네티즌들을 위하여 소리바다6에서는 매일 공유자 200명에게 이용권을 나누어 주었지만 2011년 7월 4일자로 종료되었다.

## 아이폰 소리바다
아이폰 소리바다는 일반적인 DRM이 적용되지 않아 통신사등에서 판매하는 1달 다운로드 무제한 이용권을 사용할 수 없어 무조건 건당 결제 등을 이용하여야 했으나 아이폰 소리바다 애플리케이션에서는 아이폰으로 스트리밍을 제공하여 1달 다운로드 무제한 이용권과 유사하게 서비스를 이용할 수 있게 해준다. (다만 오프라인 이용은 불가능하다)

## 시상식 개최
2017년부터 소리바다 베스트 케이뮤직 어워즈라는 이름의 시상식을 개최한다.

## 같이 보기
- 저작권 침해
- 냅스터, WinMX: 한때 소리바다를 대체하였던 프로그램들
- 벅스: 한때 소리바다에 소송을 하였던 기업
- 프루나